# Analyze This
Analyze This (titulada Una terapia peligrosa en España y Analízame en Hispanoamérica) es una película de comedia y gánsteres del año 1999, dirigida por Harold Ramis y protagonizada por Robert De Niro y Billy Crystal. Fue distribuida por Warner Bros.
En 2002 se estrenó una secuela, Analyze That, también dirigida por Ramis y protagonizada por De Niro y Crystal.

## Trama
Paul Vitti (Robert De Niro) es uno de los jefes mafiosos más temidos y poderosos de Nueva York. En un restaurante, Vitti discute junto a uno de sus hombres de confianza, Dominic Manetta, sobre una reunión de la Comisión que va a celebrarse próximamente, la primera desde la que tuvo lugar en Apalachin en 1957. Dominic advierte a Vitti que tenga cuidado con Primo Sidone (Chazz Palminteri), el astuto jefe de la familia rival. Poco después, Dominic es asesinado a la salida del restaurante por unos pistoleros y Vitti logra escapar por poco. Sospechando que él era el verdadero objetivo de los asesinos, Vitti decide tomar el control de la situación, pero cuando se dispone a vengar a su amigo, sufre un fuerte ataque de pánico y es llevado a un hospital por sus propios hombres, al creer que ha sufrido un paro cardiaco.
Mientras tanto, la vida del psiquiatra Ben Sobel (Billy Crystal) no pasa por su mejor momento: su hijo espía sus consultas, sus pacientes le aburren, tiene una relación distante con su padre y su boda con la periodista Laura MacNamara (Lisa Kudrow) se aproxima. Una noche, Sobel colisiona por detrás accidentalmente con un coche que pertenece a Vitti. Uno de sus hombres, Jelly (Joe Viterelli), asume la culpa, para no tener que llamar a la policía y alargar el asunto, pero Sobel le da su tarjeta en caso de que cambie de opinión.
Vitti llega a la conclusión de que necesita ver a un psiquiatra, pero debe ser mantenido en secreto, y Jelly recomienda a Sobel. Vitti visita a Sobel con el pretexto de que "un amigo suyo" necesita terapia, pero Sobel se da cuenta enseguida de que se refiere a él mismo, logrando impresionar a Vitti lo suficiente para que decida seguir visitándole. Sobel viaja a Miami para su boda con Laura, y Vitti y sus hombres le siguen hasta allí. Vitti llega a despertarle en medio de la noche para contarle que sufre de disfunción eréctil, y Sobel cree que la raíz de su problema es el estrés.
Al día siguiente, Vitti sufre otro ataque de pánico y pide ver a Sobel. Vitti le habla de su relación con su padre y Sobel cree que esto puede tener relación con la ansiedad de Vitti. La boda es interrumpida cuando un sicario enviado para matar a Vitti se infiltra en su habitación pero es detenido por Jelly y arrojado por la ventana, aterrizando en medio de la ceremonia. Sobel se enfrenta a Vitti causando que este se enfurezca, y Sobel le recomienda que resuelva su problema telefoneando a Sidone para contarle cómo se siente. Vitti telefonea a Sidone, pero acaba amenazándole de muerte. 
De vuelta en Nueva York, Sobel y su familia se encuentran una fuente en su jardín, un regalo de Vitti. Unos agentes del FBI interrogan a Sobel, tras haberle fotografiado mientras caminaba con Vitti, y le piden colaborar en su investigación sobre la reunión mafiosa que va a celebrarse, ya que temen que pueda estallar una sangrienta guerra por el poder entre las familias de Vitti y Sidone; sin embargo, Sobel se niega. Mientras tanto, Sobel cree que Vitti oculta algo sobre su padre, y trata de averiguar más. Vitti habla con otro de sus consejeros, Salvatore Masiello, que sabe que Vitti está siguiendo terapia. Masiello le aconseja que mate a Sobel, ya que un jefe débil desacreditaría a toda la familia ante el enemigo. Vitti se niega rotundamente y amenaza con matar a cualquiera que haga daño a Sobel. El FBI, que ha grabado la conversación, manipula la grabación para que parezca que Vitti ha aceptado matar a Sobel. Al escuchar la cinta, Sobel decide finalmente colaborar con los agentes.
Unos días más tarde, durante una cena en un restaurante, Sobel lleva un micrófono oculto para conseguir información para el FBI, pero Jelly y Jimmy, otro de los hombres de Vitti, le cuentan que el padre de Vitti no murió de un ataque al corazón como Vitti le dijo a Sobel, sino que fue asesinado en ese mismo restaurante en presencia de su familia, cuando Vitti tenía doce años. Sobel se deshace del micrófono y decide ayudar a Vitti, pero este, al saber que Sobel está colaborando con el FBI, lo lleva a un lugar apartado para matarle. Sobel y Vitti acaban discutiendo y Sobel descubre que Vitti se siente culpable de la muerte de su padre porque había tenido una discusión con él poco antes de que muriera. En ese momento llegan dos sicarios de Sidone para matar a Vitti, pero Jelly y Jimmy se enfrentan a ellos mientras Vitti llora. Tras el tiroteo, Vitti se siente mejor y pide disculpas a Sobel por querer matarle, y este le dice que por fin está en vías de recuperación.
Finalmente llega el día de la gran reunión de la mafia, pero Vitti sufre otro ataque de pánico y se niega a salir de la cama. Mientras Sobel y Laura intentan casarse por segunda vez, Jelly interrumpe otra vez la ceremonia para que Sobel asista a la reunión en lugar de Vitti. Al no tener otra opción, Sobel se presenta en la reunión haciéndose pasar por un importante mafioso ante los demás líderes de la Comisión. Mientras, Vitti se recupera con la ayuda de su esposa y su hijo y acude a la reunión para anunciar que se retira y cede el mando de su familia a Carlo Mangano, uno de sus lugartenientes de confianza. Sin embargo, también revela que sabe que Mangano es un traidor que hizo que mataran a Dominic y que casi le mataran también a él en Miami, pero anuncia que no piensa tomar represalias para mantener la paz. Después de prometer que mantendrá su juramento de silencio sobre las actividades de la mafia, los demás líderes le desean suerte y brindan por él. Sidone y Mangano le siguen para tratar de matarle, pero Vitti ha venido preparado con sus hombres, y se produce un tiroteo durante el cual Sobel recibe un disparo dirigido a Vitti. El FBI llega y arresta a los mafiosos, y Sobel es llevado al hospital.
Un tiempo después, Sobel visita a Vitti en la prisión de Sing Sing, donde le informa que Sidone ha muerto, asesinado por alguno de sus muchos enemigos. Sobel le ofrece continuar con las sesiones y Vitti le agradece la ayuda prestada. Finalmente, Sobel y Laura celebran su luna de miel bailando juntos mientras Tony Bennett, enviado por Vitti como regalo de boda, canta para ellos.

## Reparto
- Robert De Niro como Paul Vitti.
- Billy Crystal como el Dr. Ben Sobel
- Lisa Kudrow como Laura MacNamara.
- Chazz Palminteri como Primo Sindone.
- Joe Viterelli como Jelly.
- Kyle Sabihy como Michael.
- Pat Cooper como Sal Masiello.
- Joe Rigano como Manetta.
- Leo Rossi como Carlo Mangano.
- Richard C. Castellano como Jimmy.
- Pasquale Cajano como Frankie Zello.
- Gene Ruffini como Joe Baldassarre.
- Tony Bennett como él mismo.
- Donna Marie Recco como Sheila.

## Recaudación y críticas
La película recaudó 177 millones de dólares en total; obtuvo una calificación de aprobación de 68 % en Rotten Tomatoes.